# Drapé (légende)
Vous lisez un « article de qualité » labellisé en 2011.
Pour les articles homonymes, voir Drapé (homonymie).
Lou Drapé (lo drapet en norme classique  de l'occitan, lou ou lo étant l'article « le ») est un cheval légendaire issu du folklore propre à la ville d'Aigues-Mortes, dans le Gard, en région marécageuse de Petite Camargue. Il est réputé se promener autour des remparts de la cité pendant la nuit, et prendre un grand nombre d'enfants sur son dos pour les enlever, les enfants emportés ne revenant jamais de leur voyage.
Il s'agirait d'une version du drac des pays occitans, créature  qui peut prendre la forme d'un cheval. Ce cheval blême, symbole de mort, est évoqué pour faire peur aux enfants à l'instar du croque-mitaine ou du grand méchant loup dans d'autres régions de France. Il rejoint un folklore abondant de chevaux maléfiques et ravisseurs, souvent en relation avec l'élément liquide.

## Étymologie et terminologie
Selon Frédéric Mistral, drapet ou draquet désigne un petit drac, soit un petit lutin en Languedoc. Il signale en outre que drapet, à Montpellier (à peu de distance d'Aigues-Mortes), désigne un revenant, peut-être un fantôme « drapé » dans un suaire, ce qui pourrait expliquer la parenté — et l'amalgame — des formes drapet-draquet. Il n'existe toutefois pas de source directe pour expliquer le nom de « lou Drapé ».

## Légende

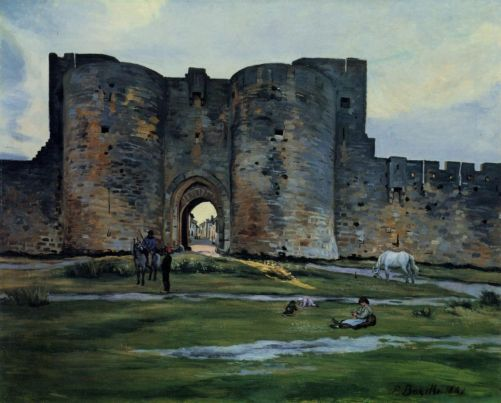
Peinture de Frédéric Bazille représentant la porte des reines d'Aigues-Mortes telle qu'elle était au XIXe, à l'époque de la légende.

Comme dans tout folklore, l'histoire de Lou Drapé devait se transmettre oralement depuis longtemps, mais sa date d'apparition reste inconnue.

### Mentions auXIXesiècle
« Lou Drapé » est mentionné dans un texte de 1818, par Jacques-Albin-Simon Collin de Plancy dans son ouvrage qui recense les créatures démoniaques, le Dictionnaire infernal :

« On donne à Aigues-Mortes le nom de lou Drapé à un cheval fabuleux, qui est la terreur des enfants, qui les retient un peu sous l'aile de leurs parents, et réprime la négligence des mères. On assure que quand lou Drapé vient à passer, il ramasse sur son dos, l'un après l'autre, tous les enfants égarés ; et que sa croupe, d'abord de taille ordinaire, s'allonge au besoin, jusqu'à contenir cinquante et cent enfants, qu'il emporte on ne sait où. »

— Jacques Auguste Simon Collin de Plancy, Dictionnaire infernal
Les éditions postérieures du dictionnaire infernal, remaniées par rapport à la première édition, mentionnent également lou Drapé de la même façon, en 1844, 1845 et 1846.
En 1856, Migne apporte quelques informations complémentaires dans son Encyclopédie théologique, un ouvrage catholique écrit en collaboration avec Collin de Plancy :

« Cheval fabuleux dont les habitants d'Aigues-Mortes, en Languedoc, effrayent leurs enfants. C'est comme le croque-mitaine des Parisiens, l'ogre du Petit Poucet de Perrault. Quand lou Drapé, disent-ils, passe dans la rue ou sur un chemin, il ne manque pas de saisir et de mettre sur son dos, l'un après l'autre, tous les enfants égarés ; sa croupe s'allonge au fur et à mesure qu'il faut plus de place, de manière qu'il peut en emporter à la fois cinquante et cent s'il le faut. Où conduit-il ensuite sa charge ?! Ma foi, l'on n'en sait rien ; mais les petits bandits ne peuvent s'attendre à autre chose qu'à recevoir le fouet tous les jours et manger du pain sec. Lou Drapé ou le Drapé est donc non-seulement pour les bambins un objet de terreur, mais encore le thème de leurs plus sérieux commentaires. »

— Jacques-Paul Migne, Encyclopédie théologique

### Mentions auxXXeetXXIesiècles
L'histoire consignée au XIXe est recopiée telle que Collin de Plancy l'a écrite, dans des ouvrages et revues spécialisés dans le folklore, la Revue des traditions populaires par exemple.
Le Guide de la Provence mystérieuse, publié en 1965, affirme qu'à la même époque on menaçait encore les enfants du passage de lou Drapé. Dans la publication ésotérique Les dossiers de l'Histoire mystérieuse, en 1988, lou Drapé est décrit comme un grand cheval blanc fantomatique qui se promène certaines nuits autour des remparts d'Aigues-Mortes, et produit un son mélodieux avec ses sabots. Sur son passage, les enfants se réveillent et sortent de leurs maisons, sans un bruit, pour attendre le passage de l'animal hors des portes de la ville. Lorsqu'il passe, lou Drapé prend des enfants égarés sur son dos, les uns après les autres, et s'éloigne vers les marais du Grau-du-Roi. La destination des enfants enlevés par lou Drapé est évoquée de différente façon en fonction des auteurs. Si Bernard Sergent parle de dangereux sables mouvants et des marécages dans lesquels les enfants seraient noyés, d'autres, comme Catherine Rager et Édouard Brasey, font le lien avec le célèbre film Crin-Blanc en évoquant un « mystérieux royaume lointain », ou un pays enchanté où les enfants victimes de la cruauté des hommes pourraient vivre pour toujours avec leur ami le cheval.
Selon la Société d'Histoire et d'Archéologie d'Aigues-Mortes, « Personne n'a jamais su jusqu'où il [lou Drapé] les emmenait [les enfants] et personne n'a, d'ailleurs, jamais voulu le savoir. » Le dernier enfant à enfourcher le cheval aurait pu libérer tous les autres en criant « Jésus, Marie, Grand Saint Joseph !! » et en sautant à terre, ce qui provoquerait la disparition de lou Drapé.
Édouard Brasey ajoute dans La Petite Encyclopédie du merveilleux que tout comme le cheval Bayard, lou Drapé semble avoir un dos et une croupe de taille ordinaire mais peut les allonger.
La Société de mythologie française signale une comptine populaire chez les enfants à Aigues-Mortes :

« Qui montera lou Drapé ?
Toi ou moi ?
Celui que lou Drapé emportera, ce sera toi ! »

## Origine et symbolique

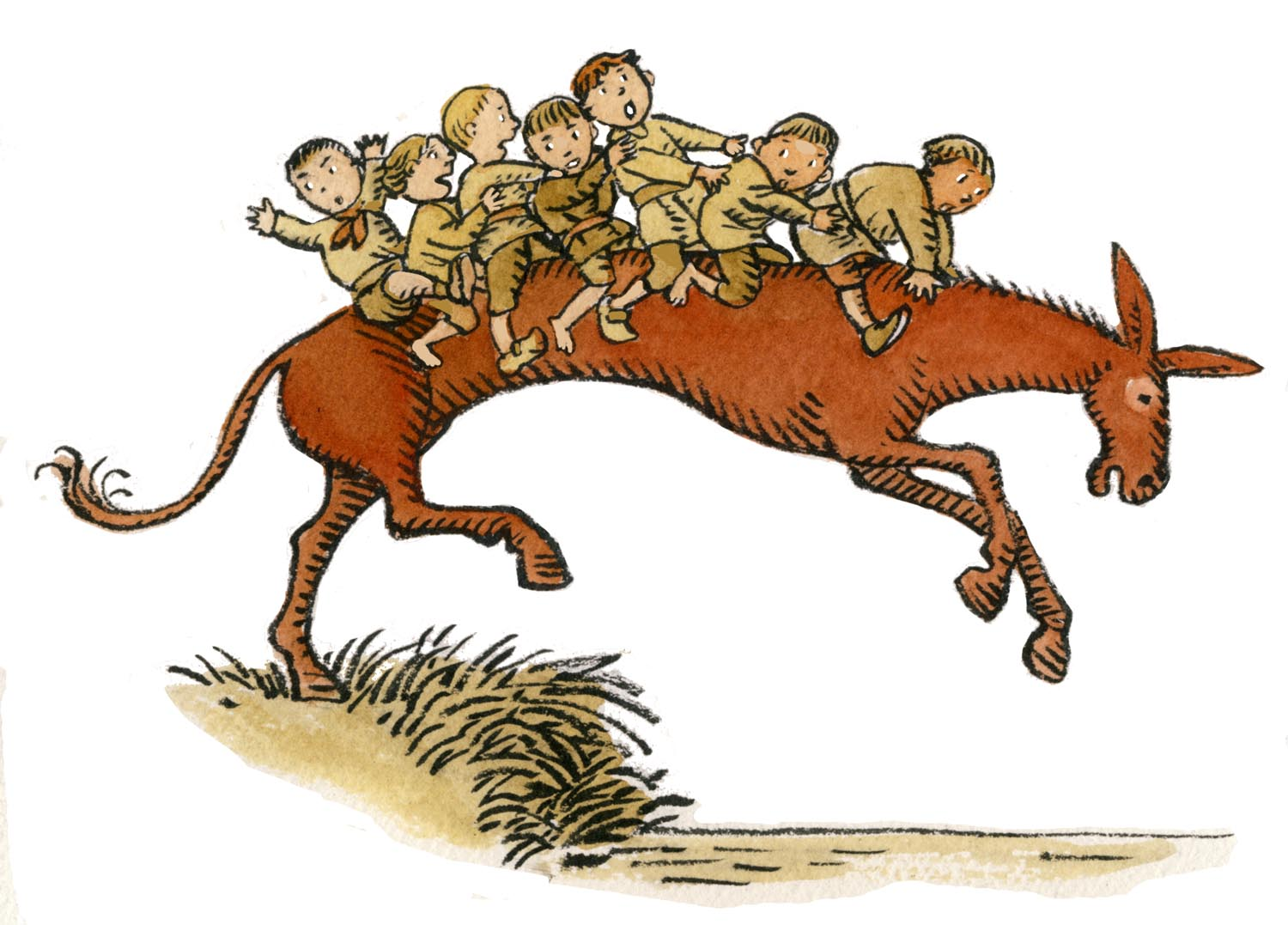
Le drac, sous la forme d'un âne rouge, va noyer les enfants imprudents (dessin de Jean-Claude Pertuzé)

Lou Drapé a la particularité de ne s'attaquer qu'aux enfants vagabonds, ce qui en fait, comme Collin de Plancy l'a fait remarquer, un symbole réprimant la négligence des parents. Sa relation avec le croque-mitaine et l'ogre, dont il rejoint le rôle de « terreur des enfants », a été évoquée,, entre autres par l'anthropologue Nicole Belmont. Lou Drapé est, en outre, propre au folklore de la ville d'Aigues-Mortes, où « se jette dans des marécages le terrible Vidourle », connu pour ses crues dévastatrices. Pour Jacques de Biez, il aurait également symbolisé le courage du cheval devant le travail, parce qu'il « ne regarde pas à l'ouvrage. Il fait son devoir. »

### Une version du drac
Les origines exactes du Drapé ne sont pas connues, mais ce cheval fantastique semble être l'une des innombrables versions du drac des pays occitans, c'est-à-dire un démon lié à l'eau et à ses dangers, qui revêt souvent l'apparence d'un âne ou d'un cheval et évoque le Diable. Le Dictionnaire des symboles cite le drac comme un « beau cheval blanc qui saisit les voyageurs pour les noyer dans le Doubs », tandis qu'Henri Dontenville parle de la vallée de l'Alagnon, dans le Cantal, où une rivière coule « sinueuse comme un serpent ». Le drac y élit domicile, se transforme en beau cheval blanc et se laisse docilement monter avant de noyer les enfants ou les bergers.

### L'eau et le petit peuple
Des folkloristes japonais se sont penchés sur les liens existant entre le cheval et les créatures aquatiques, pour expliquer la figure japonaise du kappa. Chiwaki Shinoda souligne l'ancienneté de cette association qui s'expliquerait, selon Kunio Yanagita, par une transformation rituelle du sacrifice du cheval dans l'élément liquide. Dès le Néolithique, les génies des eaux sont en rapport avec les équidés. Le Dictionnaire des symboles cite un grand nombre de « chevaux néfastes, complices des eaux tourbillonnantes », principalement dans le folklore franco-allemand : blanque jument, Bian cheval, Schimmel Reiter, et le drac.
Jean-Michel Doulet remarque dans son étude consacrée aux changelins qu'« au bord de l'eau, les silhouettes du lutin et du cheval tendent à se confondre et à se fondre en un seul personnage dont le rôle est d'égarer, d'effrayer et de précipiter dans quelque mare ou rivière ceux qui les montent ». Il cite cette légende d'Aigues-Mortes parmi ses exemples. Selon une étude sur le nain au Moyen Âge, les liens entre lutins et chevaux fantastiques sont très étroits car, dans les chansons de gestes comme dans le folklore plus moderne, lorsque le petit peuple adopte une forme animale, c'est le plus souvent celle du cheval.
Beaucoup d'autres chevaux du folklore français jouent un rôle similaire en relation avec l'eau, comme le mentionne l'elficologue Pierre Dubois dans La Grande Encyclopédie des fées. Il cite le cheval de Guernesey, celui de l'Albret, et la personnification de la mer sous forme de jument en Bretagne : la plupart de ces « chevaux-fée » finissent par noyer leurs cavaliers.

### La blancheur lunaire
Le Dictionnaire des symboles s'attache à la blancheur des chevaux « blêmes et pâles », animaux « nocturnes, lunaires, froids et vides », comme un suaire ou un fantôme, qu'il ne faut pas confondre avec les animaux ouraniens. Leur couleur évoque le deuil, comme la monture blanche du cavalier de l'Apocalypse annonçant la mort. La couleur blanche « lunaire » que le Drapé partage avec d'autres chevaux maléfiques — comme le cheval Mallet — selon les versions plus tardives de la légende, serait celle des chevaux maudits.

### Le dos qui s'allonge
L'une des caractéristiques typiques de lou Drapé est son dos qui s'allonge afin de permettre à un grand nombre d'enfants d'y grimper. On la retrouve chez d'autres chevaux-fées tels que Bayard et la blanque jument du Pas-de-Calais. Selon Henri Dontenville, c'est une caractéristique serpentine, ou du moins reptilienne. En effet, « il n'y a qu'à regarder se dérouler un serpent ou plus simplement un ver de terre pour comprendre d'où vient ce mythe ». Pierre Lafforgue rapporte dans un recueil de contes de Jean-François Bladé qu'une monture portant trois cavaliers et plus et possédant un dos qui s'allonge est un cheval Mallet, forme du diable qui ne peut être combattue qu'avec un signe de croix et en refusant de la monter.

### Légendes similaires
Des légendes très proches de celle de lou Drapé circulent. Au trou de Viviès, à trois kilomètres de Narbonne, un cheval fabuleux à la croupe extensible est réputé prendre un grand nombre d'enfants sur son dos et les enlever à jamais. Une variante existe avec un âne au Mas-Cabardès. Lui aussi s'allonge l'échine pour accueillir des enfants. Un jour, il traverse une rivière en portant une douzaine d'entre eux et, parvenu au milieu, les laissa choir dans l'eau avant de prendre une autre forme et de se percher sur un rocher voisin, riant du mauvais tour qu'il leur a joué. Ces deux légendes sont également des variantes du drac.

#### Sources anciennes
- [Collin de Plancy 1993] Jacques-Albin-Simon Collin de Plancy, Dictionnaire infernal, Genève, Slatkine, 1993 (1re éd. 1818), 740 p. (ISBN 978-2-05-101277-5, LCCN 74163134, lire en ligne).
- [de Biez 1896] Jacques de Biez, Un maître imagier: E. Frémiet, Aux bureaux de l'Artiste, 1896, 406 p. (présentation en ligne), p. 77.
- [Migne 1856] Jacques-Paul Migne, Encyclopédie théologique : ou, Série de dictionnaires sur toutes les parties de la science religieuse…, 1856, 3e éd. (lire en ligne), p. 504-505.
- [Société des traditions populaires 1907] Société des traditions populaires, Revue des traditions populaires, vol. 22, Librairie orientale et américaine, 1907 (présentation en ligne).

#### Modernes
- René Alleau (dir.), Guide de la Provence mystérieuse, Tchou, coll. « Guides noirs », 1965, 588 p. (ASIN B0000DYA0I, présentation en ligne).
- Henri Dontenville, Histoire et géographie mythiques de la France, Paris, G. P. Maisonneuve et Larose, 1973, 378 p. (ISBN 978-2-7068-0552-3, LCCN 73163473).
- Henri Dontenville, Mythologie française, Payot, coll. « Regard de l'histoire », 1973, 2e éd. (1re éd. 1947), 267 p. (présentation en ligne).
- Nicole Belmont, « Comment on fait peur aux enfants », Topique, E.P.I, revue freudienne, no 13,‎ 1974, p. 101-125 (ISSN 0040-9375)
- Frédéric Mistral, Lou Trésor dou Félibrige ou Dictionnaire provençal-français, Paris, Raphèle-lès-Arles, 1979 (ISBN 978-84-499-0563-6, lire en ligne).
- Pierre Dubois, La grande encyclopédie des fées et autres petites créatures, Paris, Hoëbeke, 1996, 186 p. (ISBN 978-2-84230-326-6), p. 102-103.
- Jean-Michel Doulet, Quand les démons enlevaient les enfants : les changelins : étude d'une figure mythique : Traditions & croyances, Paris, Presses de l'Université de Paris-Sorbonne, 2002, 433 p. (ISBN 978-2-84050-236-4, présentation en ligne), p. 301.
- Catherine Rager, Dictionnaire des fées et du peuple invisible dans l'Occident païen : Petits dictionnaires bleus, Turnhout, Brepols, 2003, 1041 p. (ISBN 978-2-503-51105-4, LCCN 2004432332), p. 178
- Bernard Sergent, Le guide de la France mythologique: parcours touristiques et culturels dans la France des elfes, des fées, des mythes et des légendes : Société de mythologie française, Payot, 2007, 541 p. (lire en ligne).
- Édouard Brasey, La Petite Encyclopédie du merveilleux, Paris, Le pré aux clercs, 2008 (ISBN 978-2-84228-321-6).